# ワイドステーション
ワイドステーションは、IBC岩手放送で放送しているラジオ番組。1987年10月12日放送開始。放送時間は平日 13:00 - 16:30。

## 概要
- 放送時間は14:00 - 17:00、14:05 - 17:00、13:30 - 17:00、12:30 - 16:50、12:40 - 16:50、13:05 - 16:30、13:05 - 16:40、12:35 - 16:40など何度か変更されている。
- かつては『日本列島ほっと通信』・『川中美幸 人・うた・心』・『どうですか歌謡曲』などのネット番組、『三浦わたると歌仲間』などの録音番組を内包していたが、『歌仲間』が2017年10月に独立番組化した後は、一部例外を除き全時間生で放送されている。
- 水曜日のコーナーで大分放送との共同制作による情報交換番組「岩手・大分ホットライン」が放送されている。
- 1990年代後半の一時期、ワイドステーションの金曜スペシャルとして「マックスフライデー」に改題していた時期がある。
- 年に数回、県内各地から公開生放送を行う（8月は高田松原、9月は花巻まつり）。
- 定例の放送休止日としては、12月24-25日（ラジオ・チャリティ・ミュージックソンの開催による。25日は本来別日時に放送すべき一部のスポンサー付き番組の代替放送などを行うため）、正月3が日（1月1日=新春特別編成、1月2日と1月3日=箱根駅伝放送と、それに付随した一部スポンサー付き番組の代替放送）である。

## パーソナリティ
特記なき場合はIBCアナウンサー。
- （月曜）神山浩樹・後藤のりこ（フリーアナウンサー、元IBCアナウンサー）
- （火曜）奥村奈穂美（2006年4月 - 2009年3月、2012年4月 - 2016年3月 金曜担当2023年10月 - 2024年4月 水曜担当）・アンダーエイジ（岩手県住みます芸人、2024年4月-）
- （水曜）菊池幸見（1987年10月 - 1997年3月、1999年4月 - 2006年3月 金曜担当）・二宮真佑子（フリーアナウンサー・元NHK盛岡放送局キャスター、2024年4月-）
- （木曜）大塚富夫・水越かおる
- （金曜）長谷川拳杜・今井日奈子

### 過去のパーソナリティ
- 照井健
- 吉田瑞穂（金曜担当）
- 樋田由美子（ - 2006年3月 火曜・金曜担当）
- 土村萌（2009年4月 - 2011年3月29日 火曜担当）
- 甲斐谷望（2011年4月5日 - 2012年4月3日 火曜担当）
- 高橋圭太（2012年4月 - 9月 火曜担当）
- 伊東秀一
- 高橋興子
- 鈴木修（1987年 - 1991年）
- 田中康男（ - 1997年）
- 石川千鶴子
- 田代親世
- 村松文代（月曜担当）
- 江幡平三郎
- 風見好栄
- 浅見智（2015年4月 ‐ 2023年9月 水曜担当）
- 川島有貴
- 弦間彩華

他、多くのIBCアナウンサーが担当。　

## 各曜日の目玉コーナー
- 月曜日『美味しい月曜日』
- 火曜日『ワールドワイドな火曜日』『何でもFAX＆リクエスト』
- 水曜日『FAXステーション』『岩手・大分ホットライン』
  - 『FAXステーション』は、電子メールでの投稿も認められる。毎週特定のテーマが決められる。
- 木曜日『おしゃべりステーション』『イヤー、マイッタマイッタ』『お富の相談室』
  - 『おしゃべりステーション』は、『FAXステーション』と違いフリーテーマ。
  - 『イヤー、マイッタマイッタ』は、前身番組『ワイド145』時代の人気コーナー『ぐちつきリクエスト』の流れをくむ長寿企画。
  - 『お富の相談室』は、大塚の欠席時にコーナー名が「お照の〜」「お神の〜」など、代役を務めるパーソナリティの名前に変更される。
- 金曜日『拳杜と日奈子の俳句で一句』・『過保護警察』（不定期）

## タイムテーブル
- 13:00 - オープニングトーク
- 13:05 - 岩手日報IBCニュース
- 13:10 -（月曜を除く）684ですこんにちは
- 13:15 -（冬期間のみ）ゲレンデ情報
- 13:30 - （火・金）いわて！わんこ広報室
- 13:40 - （月）取って安心資格ガイド
- 13:50 - 
  - （木）シライシパン「あなたと、東北と。」　
  - （金）あなたの街のおいしいいわちく
- 14:00 - 岩手日報IBCニュース
- 14:15 - 
  - （月）復活クイズがけっぷち
  - （第1・3週 火）クリーニングよもやま話
- 14:25 - 
  - （第2・4週 火）花キューピット 大切な人にお花プレゼント
  - （第3週 火) 安心の定期点検 お客様とのありがとうの絆　
  - （第1週 水）久慈やませ土風館だより
  - （第2週 水）教えて！獣医さん
- 14:30 - 
  - （火）漢方で健康家族　
  - （水）再販メチャ得ショッピング
  - （木) イヤーマイッタマイッタ
  - （金) 再販今週はコレダー
- 14:40 - 
  - （水) 岩手・大分ホットライン（大分放送との共同制作、OBSでは「情熱ライブ!Voice」内で放送。）
  - （金）拳杜と日奈子の俳句で一句
- 15:00 - 岩手日報IBCニュース
- 15:05 - エコノマートインフォ
- 15:15 - 
  - （第1週 月）身近な赤十字
  - （第2・4週 月）あなたのお口を守りたい　
  - （月曜を除く）街角ふれあいクイズ
- 15:30 -
  - （月）のりこのおいしいレシピ
  - （第2週 水）さんりく元気ラジオ！
  - （第1・3週 木）いわて生協 夕食宅配サービス「うんめぇ～トーク」
  - （金) よこっちピーマンの「まんず、ねまってけろー」
- 15:40 -
  - （第4週 火）機屋時間
  - （金) 加藤久智「競馬のはなし」
- 15:50 - バースデーミュージック
- 16:00 - 岩手日報IBCニュース
- 16:05 -（木）日本を元気に！あなたの街のささえびと
- 16:10 - 
  - （第3週 火）ボーノのひとしずく　
  - （水）ゴクッとしあわせ湯田牛乳
- 16:15　-
  - （第2週 月）雫石の米っ粉さん
  - （第1・3週 金）家具も家族の一員です　
  - （第2・4週 金）うまいビールで食卓をハッピーに！
- 16:25 - （水）ライフサポートラジオショッピング
- 16:29 - 終了